# Hàn kiều
Hàn kiều bao gồm khoảng 7,3 triệu người, tính cả những người di cư từ bán đảo Triều Tiên (Triều Tiên và Hàn Quốc) và hậu duệ của họ. Khoảng 84.5% Hàn kiều sống ở 5 nước gồm Trung Quốc, Hoa Kỳ, Nhật Bản, Canada và Uzbekistan. Các nước khác có số Hàn kiều chiếm trên 0.5% tổng số Hàn kiều bao gồm Brazil, Nga, Kazakhstan, Việt Nam, Philippines, và Indonesia. Tất cả những con số này bao gồm cả người di cư lâu dài và người tạm trú.

## Từ nguyên
Hiện tại có một số tên gọi chính thức và không chính thức được sử dụng bởi chính quyền của Triều Tiên và Hàn Quốc cũng như một số tổ chức. Một số tên gọi trong tiếng Hàn như 교포/僑胞 - Kiều bào, 동포/同胞 - Đồng bào, 교민/僑民.
Ở Hàn Quốc, tên gọi chính thức được sử dụng là 재외국민; Hanja: 在外國民; Romaja: Jaeoe gugmin; (Tại ngoại quốc dân - Công dân ở ngoài nước) hoặc 한국계 교민; Hanja: 韓國系僑民; Romaja: Hanguggye gyomin; Hàn Quốc hệ kiều dân - Dân di cư gốc Hàn, còn tại Bắc Triều Tiên: được gọi là 해외국민; Hanja: 海外國民; Romaja: Haeoe gugmin; Hải ngoại quốc dân - công dân ở hải ngoại) hay 한국계 동포; Hanja: 韓國系同胞; Romaja: Hanguggye dongpo; (Hàn Quốc hệ đồng bào -Đồng bào gốc Hàn)
Trong tiếng Việt, thường gắn từ "Kiều" (僑) để chỉ người của một nước tại nước ngoài như Việt kiều, Hoa kiều,.. Từ Hàn kiều được sử dụng phổ biến trên báo chí, tuy nhiên từ này chỉ được dùng chỉ cộng đồng người Hàn Quốc sống tại nước ngoài, (tương tự như từ "Người gốc Hàn"), trong khi tên gọi "Người gốc Triều Tiên" tương đối ít gặp.